# Онезька губа
Оне́зька зато́ка (Онезька губа; рос. Онежский залив, Онежская губа) — затока Білого моря, лежить на крайньому півдні моря. Захищена від північних і північно-східних вітрів, затока вирізняється великою кількістю ясних, теплих днів. Берегова смуга моря добре прогрівається.

## Розташування
Вдається в берег між мисом Горболуцьким (65°10′04″ пн. ш. 37°02′39″ сх. д. / 65.16778° пн. ш. 37.04417° сх. д.) на Онезькому півострові на сході та мисом Маркнаволок (Мартнаволок; 65°08′58″ пн. ш. 34°40′46″ сх. д. / 65.14944° пн. ш. 34.67944° сх. д.) в Карелії на заході. Посередині входу до затоки лежать Соловецькі острови, які розділяють його на дві протоки: Східна Соловецька Салма та Західна Соловецька Салма. На сході входу до затоки лежить острів Жижгинський, відокремлений від материка протокою Жижгинська Салма. Плавання до портів Онега та Кем, зазвичай, здійснюється лише за підтримки проведення лоцманом. Затока зв'язана Біломорсько-Балтійським каналом з Балтійським морем.

## Характеристика
Довжина затоки 185 км, ширина 50-100 км. Північно-східний берег затоки називається Онезьким берегом, південно-західний берег від гирла річки Онега до міста Кем — Поморським берегом, далі на північ тягнеться Карельський берег. Північно-західну частину Онезького берега іноді називають Лямецьким берегом. Узбережжя затоки поросло густим лісом, який окремими ділянками підходить до берегової смуги. Онезький берег переважно підвищений, складений з піску та глини, представлений болотистими рівнинами з терасами та моренами. Поморський берег майже весь низинний та кам'янистий. Між річкою Онега та Сумською губою до берега підступають пагорби, деякі миси, утворені їхніми схилами, високі та скелясті. На захід від Сумської губи берег низинний, пагорби біля берега спостерігаються лише в районі Кемської губи. Береги затоки, особливо Поморський, порізані численними бухтами та губами, більшість з яких мілководні, деякі з них повністю пересихають.
Глибини в більшій частині затоки менше 50 м. В середній частині є великі райони з глибинами менше 20 м. Узбережжя Онезького берег більш глибока, аніж Поморського. Дно нерівне, особливо в районі шхер Поморського берега.
Припливна течія направлена в затоку з північного сходу, біля Соловецьких островів розділяється на 3 потоки. Східний потік проходить по протоці Східній Соловецькій Салмі; середній — по протоці Анзерська Салма, вона потім зливається зі східним; західний потік направлений в затоку по протоці Західній Соловецькій Салмі, він потім розділяється на 2 гілки, одна з яких рухається в бік шхер, друга — в середину затоки, де зливається зі східним потоком. Висота припливів до 3 м.
Район входу до затоки, протоки між Соловецькими островами та північна частина затоки, особливо схід, не замерзають, а вкриваються дрейфуючим торосистим льодом. Льодом вкривається лише вершина затоки протягом 185 днів, але й тут він від сильного вітру скресає.
На західному березі, біля виходу в море Біломорсько-Балтійського каналу, лежить місто Бєломорськ; у впадання річки Кем — місто Кем, на південно-східному краї, у впадання річки Онега — місто Онега.

## Річки
В затоку впадають багато річок, найбільша з яких Онега, впадає у верхівку затоки. Річки, зазвичай, несудноплавні, лише деякі з них доступні для суден з малою осадкою в гирлі. Перед гирлами річок лежать пересихаючі бари. Нижче подано список усіх річок та струмків із заходу на схід.
- Літня
- Ободний
- Софронов
- Спиридонов
- Тарасьїн
- Бабручей
- Кем
- Кільбо Другий
- М'ягрека
- Кужручей
- Шуя
- Лейпручей
- Виг (Шижня)
- Мала Кетьмукса
- Велика Кетьмукса
- Кузрека
- Кумсручей
- Павсручей
- Вірма
- Тобручей
- Ладручей
- Сума
- Сосновий
- Вехручей
- Ізбной
- Куноручей
- Колежма
- Чижрека
- Руйга
- Нюхча
- Кокручей
- Кам'яний
- Челиця
- Унежма
- Мала Ліменца
- Велика Ліменца
- Сосновка
- Кривий
- Коровій
- Кушерека
- Бабій
- Малошуйка
- Кузручей
- Німеньга
- Тапшеньга
- Рочева
- Онега
- Пільєма
- Тамиця
- Кянда
- Ніжма
- Ухта
- Вейга
- Пурнема
- Лямца
- Палова
- Мала Палова
- Кам'яний
- Обедешна
- Ільїна
- Шидровка
- Золотиця
- Пертручей
- Лопатка
- Гірна

## Острови
Біля Поморського берега розкидано численні острови та кам'янисті банки, які утворюють смугу шхер. В середній частині затоки також лежать дрібні острови, найбільшими з яких є Великий Жужмуй та Малий Жужмуй. Більші острови поросли лісом, дрібні переважно без рослинності, складені із граніту і місцями вкриті шаром торфу.

### Карелія
- Абакумиха
- Баршовуха (острови)
- Безіменний
- Березовець
- Березовець
- Березовець
- Бережний Сосновець
- Бережні Парусниці (острови)
- Біла Луда
- Боршовці (острови)
  - Бережний
  - Голом'янний
  - Горілий
  - Длінний
  - Синюха
  - Толстик
- Велика Корепалка
- Велика Сеннуха
- Велика Парусниця
- Велике Кімаліще
- Великий Варбостров
- Великий Жужмуй
- Великий Кузьмин
- Волча Луда
- Вороньї (острови)
- Голий Сосновець
- Дальній
- Двінська Луда
- Длінний
- Довга Луда
- Єловець
- Єловець
- Єловець
- Єместров
- Жерновці (острови; Жерн)
- Зелена Луда
- Зелена Луда
- Ізбний
- Калганці (острови)
- Камостров
- Кегостров
- Кемські шхери (острови)
- Ківрей
- Кірбостров
- Кладові (острови)
- Климові (острови)
- Кокорні (острови)
- Колічья Луда
- Колодязь
- Кондостров
- Корги
- Коров'ї (острови)
- Коткано
- Кузостров
- Кустов-Наволок
- Кутульда
- Ламбас-Луда
- Ламбостровки (острови)
  - Вересова Луда
  - Ламбостров
  - Парусні Корги
- Лопський
- Максимиха
- Мала Парусниця
- Мала Сеннуха
- Малий Варбостров
- Малий Жужмуй
- Малий Кузьмин
- Манікостров
- Мартнаволоцький (Маркнаволоцький)
- Мельдау
- Молчанов
- М'ягостров
- Нюхас-Луда
- Овечі (острови)
- Оленниця
- Осинка
- Парусниці (острови)
- Парусниця
- Перх-Луди (острови)
  - Південний
  - Північний
- Печак
- Плоский Ківрей
- Плоский Прогонний
- Пневатий
- Потулай
- Прогонний
- Пуля-Луда
- Разостров
- Райдостров
- Ракушки (острови)
- Ріш-Луда
- Роганка
- Ропаки
- Салма-Луди (острови)
- Сам-Луда
- Седловатий Ківрей
- Седостров
- Сенна Луда
- Сеннуха
- Середній Горілий
- Середній Ківрей
- Сосновці (острови)
- Сосновці (острови)
- Степанові Луди (острови)
  - Бережний
  - Голоменний
  - Середній
- Сторожева Луда
- Сумостров
- Телячі (острови)
- Тид-Луда
- Тиунець
- Топи (строви)
- Тумище
- Углові Корги (острови)
- Угморин
- Ужкорга
- Хлібна Луда
- Частухи (острови)
- Чорна Луда
- Шагланці (острови)
- Щельє
- Ятко (острови)

### Архангельська область
- Баклан
- Великий Кайнець
- Ворвойниця
- Камінь-Заєць
- Кий
- Лех-Луда
- Малий Кайнець
- Михайлиха
- Морженець
- Няка
- Онцеві Луди (острови)
  - Лісний
  - Сідловатий
  - Хвостова
- Осинки (острови)
  - Лісна Осинка
  - Тонка Осинка
  - Хрестова Осинка
- Пасканець
- Пулонець
- Пурлуда
- Сельдяні Луди
  - Ізб'яна Луда
- Соловецькі острови
- Ухконці (острови)
- Хедостров
- Хрестовий
- Шогли (острови)